# サーバン
サーバン(Sarban)のペンネームで知られるジョン・ウィリアム・ウォール（John William Wall、1910年11月6日 - 1989年4月11日）は、イギリスの作家、外交官である。30年以上外交官として活動したが、小説の執筆経歴は短く、1950年代初頭に筆を置いた。ファンタジー百科事典（The Encyclopedia of Fantasy）によると「多くの人気文学の根底にある、暗くて受け入れがたい意味を意識した微妙で読み書きのできる物語の語り手」と呼ばれている。

## 外交官として
彼は近東で外交官になることを決意したのは「学生時代に詩を愛していたジェームズ・エルロイ・フレッカーがレバント領事館に所属していた」また「旅行と東洋言語学が好きだった」 という理由が挙げられる。1933年、当初レバノンのベイルートで保護観察官副領事として任命された。その後、サウジアラビアのジェッダ、イランのタブリーズやイスファハン、モロッコのカサブランカに駐在した。
第二次世界大戦後、ウォールは1952年までカイロの英国中東事務所のカウンセラーとして活動した。1957年からパラグアイの英国大使を務め、1963年からアレクサンドリアの総領事を務めた。1953年に聖マイケル・聖ジョージ勲章のコンパニオンとして表彰された。
1966年から1970年にかけてロンドンで教職に就いた。その後、チェルトナム秘密監視センターの政府通信本部で働き、1977年に外務省を退職した。

## 著作

### 小説
- Ringstones and Other Curious Tales, Peter Davies,（1951年）
- The Sound of His Horn, Peter Davies,（1952年）
  - 『角笛の音の響くとき』 永井淳訳 ハヤカワ・SF・シリーズ 1968年
- The Doll Maker Other Tales of the Uncanny, Peter Davies, （1953年）
  - 『人形つくり』館野浩美訳、国書刊行会 2016年5月 -「Ringstones」と「The Doll Maker」を収録